# Joseph Mydell
Joseph Mydell (nacido en 1955) es un actor de cine y teatro, escritor y orador público.

## Primeros años
Joseph Mydell nació en 1955 en Savannah, Georgia. Asistió a la escuela primaria West Savannah; la Escuela secundaria Tompkins (promoción de 1963) y el Morehouse College (1964-65), donde conoció a Martin Luther King, cuando King habló en su alma mater tras recibir el Premio Nobel de la Paz. Inspirado por King y el llamado de los baháís a participar en las (probablemente terceras) marchas de Selma a Montgomery en 1965.
Mydell luego continuó su educación en la Escuela de Artes de la Universidad de Nueva York (BFA, 1970; MFA, 1974) de la Universidad de la Ciudad de Nueva York (estudios de doctorado en teatro de CUNY, 1976-1979).

## Carrera
Mydell obtuvo su formación como estudiante de actor, trabajando con el Dr. Baldwin Burroughs y los Atlanta Morehouse Spelman Players en La tempestad de Shakespeare y Trials of Brother Jero de Wole Soyinka. En 1969, Mydell copresentó una obra Who is America en la convención nacional baháí de Estados Unidos, la primera conferencia "Juventud para el Mundo" en Nashville, Tennessee, luego en otra en Dayton, Ohio, ese verano, y posteriormente en noviembre en el campus de University Park de la Universidad Estatal de Pensilvania. En la Universidad de Nueva York, fue entrenado por Lloyd Richards, Olympia Dukakis, Kristin Linklater y dirigido por Andre Gregory. Su carrera profesional comenzó en Nueva York con el New York Shakespeare Festival y el teatro Lincoln Center. Obtuvo su tarjeta de Equity como suplente de Clevon Little en el off-Broadway. También trabajó en el Seattle Repertory Theatre y para el National Endowment for the Arts en su producción itinerante, For All Times”ñ.
Mydell llegó a Inglaterra en 1979 realizando una investigación para su show individual sobre Paul Laurence Dunbar, Lyrics of the Hearthside, que desarrolló mientras estudiaba un doctorado en teatro.
En 1980 ganó el premio Fringe First y Best One-man show en el Festival de Edimburgo. El Servicio de Información de Estados Unidos patrocinó una gira africana de su show. Posteriormente comenzó a trabajar con la Royal Shakespeare Company y ha continuado su asociación con esta compañía durante más de treinta años. También ha trabajado extensamente en el Royal National Theatre.

## Filmografía

### Películas[5]
| Año  | Título                                                        | Papel            | Notas                  |
| ---- | ------------------------------------------------------------- | ---------------- | ---------------------- |
| 1988 | Beryl Markham: A Shadow on the Sun                            | Kibii            | Película de televisión |
| 1989 | Agatha Christie's Miss Marple: A Caribbean Mystery            | Inspector Weston | Película de televisión |
| 1990 | La marcha                                                     | Marcus Brown     |                        |
| 1990 | The Care of Time                                              | Lampeter         | Película de televisión |
| 1995 | Sidney's Chair                                                | Sidney Poitier   | Cortometraje           |
| 2005 | Born with Two Mothers                                         | Lindon           | Película de televisión |
| 2005 | Manderlay                                                     | Mark             |                        |
| 2009 | Perfect                                                       | Jacques          | Cortometraje           |
| 2011 | You Instead                                                   | El Profeta       |                        |
| 2012 | National Theatre Live: The Comedy of Errors                   | Egeo             |                        |
| 2012 | Julio César                                                   | Casca            | Película de televisión |
| 2013 | Columbite Tantalite                                           | Old Sese         | Cortometraje           |
| 2015 | La dama de oro                                                | Juez Clarence    |                        |
| 2016 | Richard III                                                   | Lord Stanley     |                        |
| 2017 | Royal Shakespeare Company: The Tempest                        | Gonzalo          |                        |
| 2019 | National Theatre Live: The Tragedy of King Richard the Second | Juan de Gante    |                        |
| 2020 | Dolapo Is Fine                                                | Dad              | Cortometraje           |
| 2022 | The Eternal Daughter                                          | Bill             |                        |
| 2023 | El viaje de Harold                                            | Rex              |                        |

### Televisión
| Año  | Título                        | Papel                   | Notas                                              |
| ---- | ----------------------------- | ----------------------- | -------------------------------------------------- |
| 1985 | American Playhouse            | Johnson                 | Episodio: "Displaced Person"                       |
| 1988 | CBS Summer Playhouse          | Peter                   | Episodio: "My Africa"                              |
| 1989 | Boon                          | Winston Hammond         | Episodio: "Banbury Blue"                           |
| 1989 | A Quiet Conspiracy            | Teniente estadounidense | Miniserie                                          |
| 1989 | Screen Two                    | Clyde                   | Episodio: "Defrosting the Fridge"                  |
| 1990 | Bergerac                      | John Tetteh             | Episodio: "A True Detective"                       |
| 1990 | TECX                          | Joseph Akashte          | Episodio: "Needle in a Haystack"                   |
| 1990 | The Gravy Train               | Duke                    | Miniserie                                          |
| 1991 | Chancer                       | Cyril                   | Recurrente, 5 episodios                            |
| 1993 | Jeeves and Wooster            | Coneybear               | Recurrente, 3 episodes                             |
| 1993 | All or Nothing at All         | Andrew                  | Miniserie                                          |
| 1994 | Space Precinct                | John Kane               | Episodios: "Welcome to Demeter City" & "The Snake" |
| 1994 | The All New Alexei Sayle Show | Varios                  | Episodio: "Series 1, Episode 4"                    |
| 1994 | Scarlett                      | Jerome                  | Miniserie                                          |
| 1995 | Space Precinct                | Lionel Carson           | Personaje regular                                  |
| 2001 | The Bill                      | Sr. Ames                | Episodio: "Return of the Hunter"                   |
| 2003 | Dinotopia                     | Doctor                  | 2 episodios                                        |
| 2005 | Doctors                       | Vince Wood              | Episodio: "A Wolf at the Door"                     |
| 2007 | Trial & Retribution           | Matt Turner             | Episodio: "Paradise Lost"                          |
| 2010 | Holby City                    | Robin Knight            | Episodio: "Dandelions"                             |
| 2011 | Crimen en el paraíso          | Gerente del hotel       | Episodio: "Wicked Wedding Night"                   |
| 2014 | The Missing                   | Ministro                | Episodio: "Till Death"                             |
| 2014 | Homeland                      | Billy                   | Episodio: "Long Time Coming"                       |
| 2016 | Midsomer Murders              | Dr. Isaac Vernon        | Episodio: "Habeas Corpus"                          |
| 2016 | Shield 5                      | Yorke                   | Serie web, exclusiva de Instagram                  |
| 2018 | Mrs Wilson                    | Bert                    | Miniserie                                          |

### Teatro
| Año       | Título                                 | Papel                                | Teatro | Notas                                                                   |
| --------- | -------------------------------------- | ------------------------------------ | --- | ----------------------------------------------------------------------- |
| 1985      | The Price of Experience                |                                      | Traverse Theatre, Edinburgh |                                                                         |
| 1986      | Lyrics of the Hearthside               | Todos                                | Swan Theatre, Stratford-upon-Avon & Royal National Theatre, Londres | show de un hombre, también gira en Estados Unidos, Alemania y Dinamarca |
| 1986-1987 | Macbeth                                | Sergante sangriento / Doctor escocés | Royal Shakespeare Theatre - Stratford-upon-Avon, Tyne Theatre - Newcastle upon Tyne & Barbican Centre - Londres                                                                                                   | con Royal Shakespeare Company                                           |
| 1986-1987 | World's Apart                          | Borras                               | The Other Place - Stratford-upon-Avon, Gulbenkian Studio - Newcastle upon Tyne & Barbican Centre - Londres | con Royal Shakespeare Company                                           |
| 1986-1987 | Flight                                 | Albert Hamadziripi                   | The Other Place - Stratford-upon-Avon, Gulbenkian Studio - Newcastle upon Tyne & Barbican Centre - Londres | con Royal Shakespeare Company                                           |
| 1986-1987 | Los dos nobles caballeros              | Bavian/El Ejecutador                 | Swan Theatre, Stratford-upon-Avon & People's Theatre, Newcastle upon Tyne | con Royal Shakespeare Company                                           |
| 1987      | The Great White Hope                   | El Pastor                            | Mermaid Theatre, Londres | con Royal Shakespeare Company                                           |
| 1987      | They Shoot Horses, Don't They?         | Cal Holliday                         | Mermaid Theatre, Londres | con Royal Shakespeare Company                                           |
| 1990      | The Boys Next Door                     | Lucien P. Smith                      | Hampstead Theatre, London & Comedy Theatre, Londres |                                                                         |
| 1991      | Como gustéis                           | Duke Frederick                       | Crucible Theatre, Sheffield |                                                                         |
| 1992-1994 | Angels in America                      | Belize/Mr. Lies                      | Cottesloe Theatre, Londres |                                                                         |
| 1993      | The Treatment                          |                                      | Royal Court Theatre, Londres |                                                                         |
| 1994-1995 | Alice's Adevntures Underground         | El Sombrerero Loco                   | Cottesloe Theatre, Londres |                                                                         |
| 1996-1998 | Everyman                               | Everyman                             | The Other Place - Stratford-upon-Avon, Barbican Centre - Londres & Academia de Música de Brooklyn - Nueva York | con Royal Shakespeare Company                                           |
| 1998      | The Mysteries                          | Satanás/Lázaro                       | Barbican Centre, Londres | con Royal Shakespeare Company                                           |
| 2000      | Como gustéis                           | Duke Frederick/Corin                 | Royal Exchange Theatre, Mánchester |                                                                         |
| 2001-2002 | Noche de reyes                         | Antonio                              | Royal Shakespeare Theatre - Stratford-upon-Avon, Theatre Royal - Newcastle upon Tyne & Barbican Centre - Londres                                                                                                  | con Royal Shakespeare Company                                           |
| 2001-2002 | The Prisoner's Dilemma                 | Patterson Davis                      | The Other Place, Stratford-upon-Avon & Barbican Centre, Londres | con Royal Shakespeare Company                                           |
| 2002      | Medea                                  | Egeo                                 | Brooklyn Academy of Music, Nueva York | también gira en Estados Unidos                                          |
| 2003      | Edmond                                 | Predicador                           | Olivier Theatre, Londres |                                                                         |
| 2004      | Anna in the Tropics                    | Santiago                             | Hampstead Theatre, Londres |                                                                         |
| 2005-2006 | Breakfast con Mugabe                   | Robert Mugabe                        | Soho Theatre, Londres & Duchess Theatre, Londres | con Royal Shakespeare Company                                           |
| 2006      | Cuento de invierno                     | Camillo                              | Swan Theatre, Stratford-upon-Avon | con Royal Shakespeare Company                                           |
| 2006      | Pericles, príncipe de Tiro             | Gower                                | Swan Theatre, Stratford-upon-Avon | con Royal Shakespeare Company                                           |
| 2007      | The Last Confession                    | Bernardin Gantin                     | Theatre Royal Haymarket, London & Chichester Festival Theatre, Chichester |                                                                         |
| 2008      | El rey Lear                            | Conde de Gloucester                  | Shakespeare's Globe, Londres |                                                                         |
| 2008      | La resistible ascensión de Arturo Ui   | Dogsborough                          | Lyric Theatre, Londres |                                                                         |
| 2008      | The Jew of Malta                       | Barabas                              | Hall for Cornwall, Truro |                                                                         |
| 2009      | La tempestad                           | Próspero                             | Regent's Park Open Air Theatre, Londres |                                                                         |
| 2009      | La gata sobre el tejado de zinc        | Doctor Baugh                         | Novello Theatre, Londres |                                                                         |
| 2010      | Electra                                | Paedagogus                           | Young Vic, Londres |                                                                         |
| 2010      | Hamlet                                 | Player King                          | Crucible Theatre, Sheffield |                                                                         |
| 2011      | La comedia de las equivocaciones       | Egeo                                 | Olivier Theatre, London |                                                                         |
| 2012      | Julio César                            | Casca                                | Royal Shakespeare Theatre, Stratford-upon-Avon | también gira en Reino Unido y Estados Unidos                            |
| 2013      | A Thousand Miles of History            | Gerard Basquiat                      | The Bussey Building, Londres |                                                                         |
| 2013      | A Season in the Congo                  | Kala Lubu                            | Young Vic, Londres |                                                                         |
| 2014      | The Crucible                           | Thomas Danforth                      | West Yorkshire Playhouse, Leeds |                                                                         |
| 2015      | Evening at the Talkhouse               | Bill                                 | Dorfman Theatre, Londres |                                                                         |
| 2016      | Ricardo III                            | Stanley                              | Almeida Theatre, Londres |                                                                         |
| 2017      | La tempestad                           | Gonzalo                              | Barbican Centre, Londres | con Royal Shakespeare Company                                           |
| 2017      | William Wordsworth                     | George Beaumont                      | Theatre by the Lake, Keswick | con English Touring Theatre                                             |
| 2017      | Mother Christmas                       | Peter                                | Hampstead Theatre, Londrs |                                                                         |
| 2018      | Hamlet                                 | Polonio                              | The Lowry - Salford, Theatre Royal - Plymouth, New Theatre - Kingston upon Hull, Northern Stage - Newcastle upon Tyne, Royal & Derngate - Northampton, Hackney Empire - London & Kennedy Center, Washington D. C. | con Royal Shakespeare Company                                           |
| 2018      | The Tragedy of King Richard the Second | John of Gaunt                        | Almeida Theatre, Londres |                                                                         |
| 2019      | Muerte de un viajante                  | Ben Loman                            | Young Vic, London & Piccadilly Theatre, Londres |                                                                         |
| 2020      | The Visit                              | The Reverend                         | Olivier Theatre, Londres |                                                                         |